# کیسه زرده
کیسه ناف یا متداول‌تر کیسه زرده (به انگلیسی: Yolk sac) یک کیسه غشایی با ساختار اکوژنیک داخل ساک حاملگی و متصل به رویان است و به‌عنوان سیستم گردش خون اولیه جنین شناخته می‌شود. تغییر نام این ساختار از کیسه زرده به دلیل عدم وجود زرده و عملکردی متفاوت از ساختار مشابه در دیگر حیوانات مثل زرده تخم‌مرغ است. این کیسه توسط مجرای ویتلین به روده وصل می‌شود و روده اولیه جنین را تشکیل می‌دهد و قبل از برقراری ارتباط خونی بین جنین و مادر وظیفه تغذیه رسانی را بر عهده دارد. این مجرا معمولاً با پیشرفت بارداری در هفته هشتم به‌طور طبیعی از بین می‌رود، در غیر این صورت می‌تواند باعث ایجاد مشکلات روده‌ای مانند دیورتیکول شود

## مراحل تشکیل
کیسه ناف در سه مرحله تشکیل می‌شود:
مرحله اولیه - در روز هشتم از لقاح، سلول‌های آمبریوبلاست به دو لایه آندودرم و اکتودرم تقسیم شده و جنین به شکل یک دیسک ظاهر می‌شود. در روز نهم، غشاء هوزر (Heuser Membrane) تشکیل شده و با نفوذ در سلول‌های آندودرم، لایه داخلی کیسه ناف اولیه را تشکیل می‌دهد.
کیسه ناف ثانویه - این ساختار هنگامی تشکیل می‌شود که قسمتی از لایه میانی مزودرم جدا شده و استخوان‌ها، غضروف‌ها، دستگاه گردش خون، لایهٔ داخلی پوست، عضلات، دستگاه تناسلی، دستگاه ترشحی و لایه پوشانندهٔ خارجی را می‌سازد. آنچه که باقی مانده کیسه ناف ثانویه است.
کیسه ناف نهایی - در هفته چهارم از رشد، در طی تقسیمات سلولی و تشکیل اندام‌های جنین، بخشی از کیسه توسط لایه آندودرم احاطه شده و به عنوان روده اولیه در جنین وارد می‌شود. قسمت باقی مانده همان کیسه ناف نهایی است.

## نگارخانه

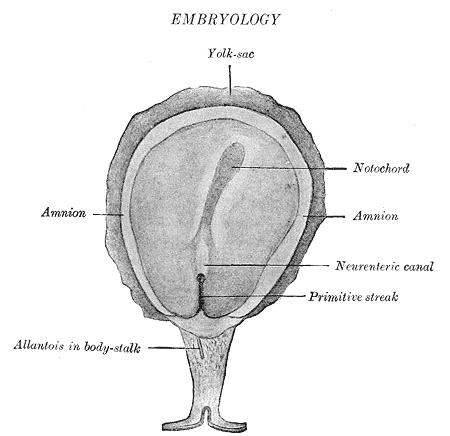
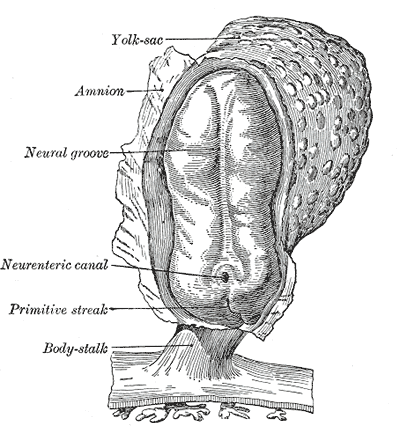
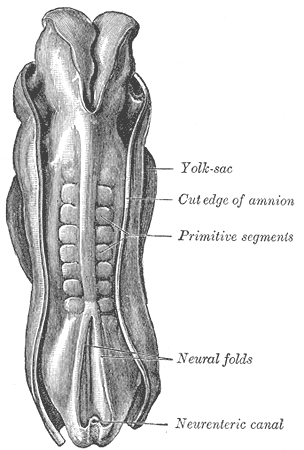
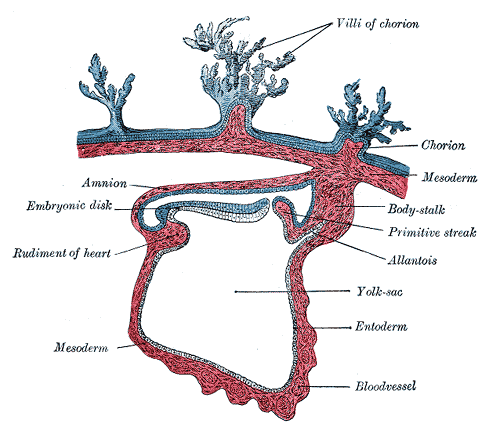
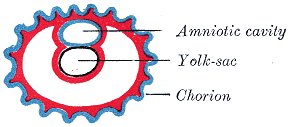
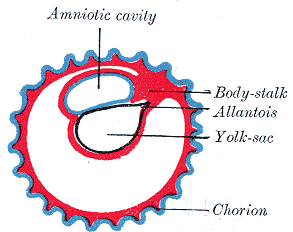
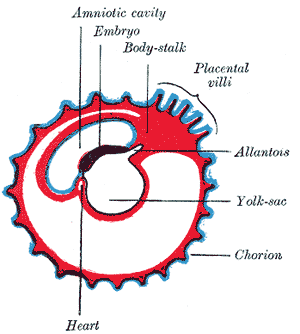
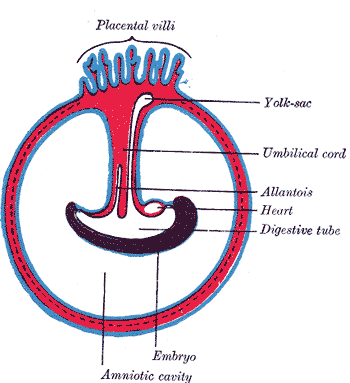
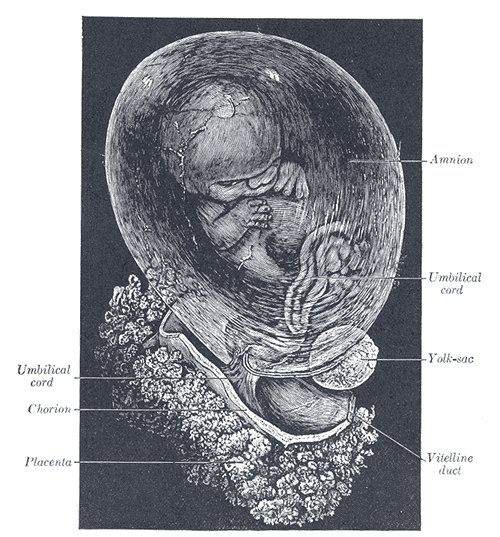
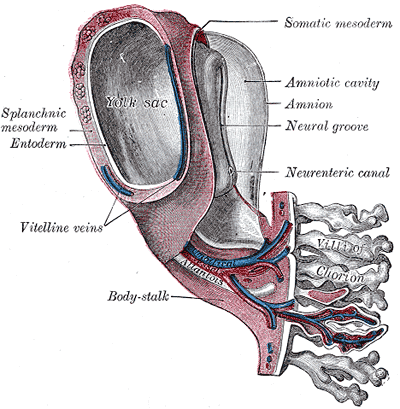
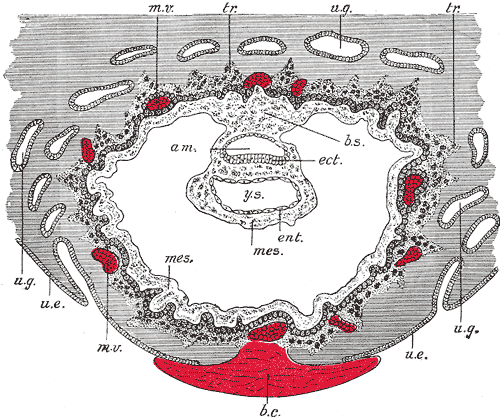
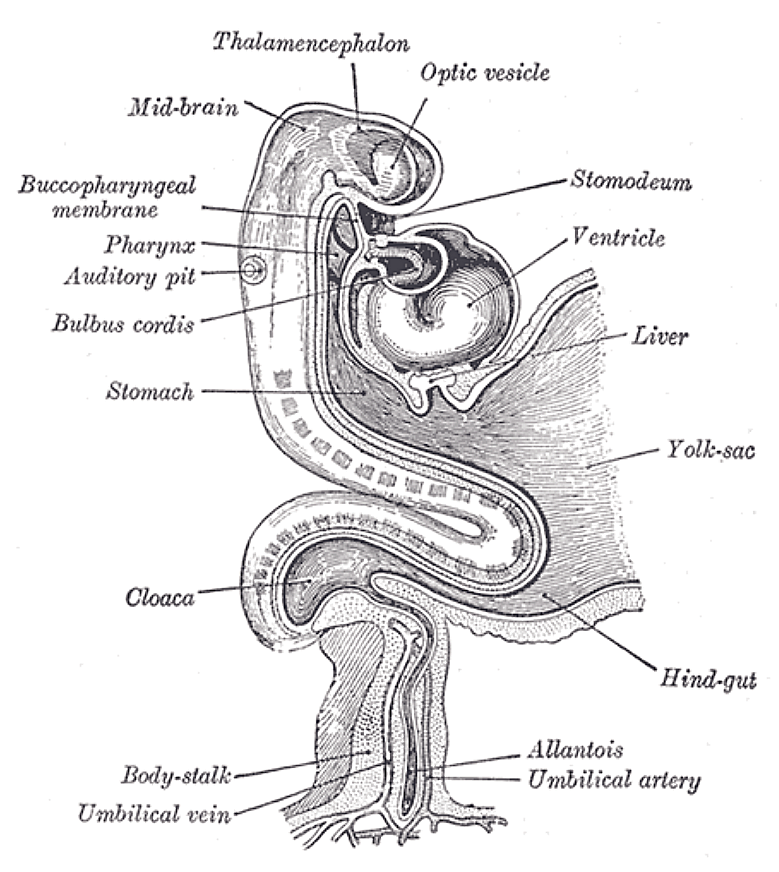